# Weilheim in Oberbayern
'Weilheim in Oberbayern é uma vila na Alemanha e a capital do distrito de Weilheim-Schongau na região administrativa da Alta Baviera, localizada no sul do estado da Baviera.

## História

### Até século XVIII
Os indícios mais antigos de presença humana na região de Weilheim in Oberbayern datam da Idade do Bronze, existindo também túmulos do final da época romana. O nome Weilheim é interpretado como uma casa das vilas romanas, porém existem outras teorias sobre a origem do nome.
A região da Alta Baviera ficou sob domínio romano no século I a.C. após as conquistas de Nero Cláudio Druso. Os romanos construíram a Via Raetia em 200 d.C., ligando o Passo do Brennero até Augsburgo, com essa estrada passando por Weilheim. O Império Romano recuou para o sul por volta de 476 e os bávaros passaram a controlar a região.
A primeira menção documentada da vila de "Wilhain" é de 16 de abril de 1010 através do imperador Henrique II do Sacro Império Romano-Germânico, que concedeu um monastério e uma fazenda em Weilheim nessa data. Nobres de Weilheim começaram a surgir a partir de 1080, sendo vassalos da Casa de Andechs, porém eles desapareceram por volta de 1312. A partir de 1236 foi erguida uma cerca de paliçada que serviu de precursora de uma muralha. O patrício de Munique chamado Ludwig Pütrich conseguiu estabelecer um hospital fora das muralhas por meio de doações.
A cidade sofreu de vários incêndios no decorrer da Idade Média. Em 1521, depois de um estouro de praga em Munique, os duques Guilherme IV e Luís X residiram temporariamente na cidade. A arte floresceu em Weilheim no século XVII, especialmente a escola de escultura Weilheimer. Representantes mais conhecidos dessa época são Georg Petel, Hans Krumpper e Johann Sebastian Degler. O mosteiro franciscano de São José foi fundado na vila em 1639 junto ao Portão Schmied na muralha por causa da falta de padres locais.

### Século XIX e XX
O mosteiro franciscano foi dissolvido em 1802 como parte de um processo de secularização. 120 casas foram queimadas e duas pessoas morreram em um grande incêndio que atingiu a parte norte da cidade em 3 de maio de 1810. O edifício do mosteiro de São José pegou fogo em 1825, depois do qual um hospital foi construído no ano seguinte, que existe até os dias de hoje. O primeiro jornal diário local, o Weilheimer Tagblatt, foi publicado pela primeira vez em 1º de outubro de 1869. Três portões da cidade foram demolidos entre 1872 e 1874: o Obere em 1872, o Schmied em 1873 e o Pöltner em 1874. 24 pessoas morreram em 19 de abril de 1945 quando a estação de trem local foi destruída por um ataque aéreo no fim da Segunda Guerra Mundial.

## Pessoas famosas
- The Notwist, banda de rock independente.
- Thomas Müller, futebolista alemão.
- Wilhelm Conrad Röntgen, engenheiro e físico, considerado um cidadão honorário de Weilheim.
- Franz von Hipper, oficial naval da Marinha Imperial Alemã.
- Max Nagl, piloto profissional de motocross.